# Левковський Віталій Вікторович
Віта́лій Ві́кторович Левко́вський — капітан Збройних сил України, 17 танкова бригада.
В ході боїв був поранений — закрита черепно-мозкова травма, струс головного мозку.

## Нагороди
21 жовтня 2014 року — за особисту мужність і героїзм, виявлені у захисті державного суверенітету та територіальної цілісності України, вірність військовій присязі під час російсько-української війни, відзначений — нагороджений орденом Богдана Хмельницького III ступеня.